# Ghost (Halsey)
Ghost è un singolo della cantante statunitense Halsey, pubblicato il 27 ottobre 2014 come primo estratto dal primo EP Room 93 ed incluso nel primo album in studio Badlands.

## Descrizione
Il brano, descritto come elettropop, venne pubblicato online per la prima volta nel 2014, riscuotendo molto successo, e permettendo ad Halsey di firmare un contratto con l'etichetta discografica Astralwerks e di pubblicare il suo primo EP Room 93.
Riguardo alla canzone, Halsey ha affermato: "Il concetto espresso dalla canzone riguarda l'essere in una relazione con una persona che non è "disponibile" emotivamente: riesci a sentire la sua presenza fisicamente, ma la sua presenza emotiva non c'è."

## Video musicale
Esistono due diverse versioni del video musicale di Ghost.
La prima versione è stata pubblicata per la prima volta attraverso l'account YouTube personale di Halsey il 27 ottobre 2014 ed è stata filmata al "Pink Motel" a Los Angeles; stessa location nella quale era stato filmato il video di Hurricane.
All'inizio del video si vede Halsey con un ragazzo mentre si baciano e si scambiano effusioni, presto però la situazione cambia e i due cominciano a litigare. Halsey ingerisce poi delle pillole che le fanno perdere i sensi, e alla fine del video viene trasportata all'ospedale mentre il ragazzo che era con lei viene arrestato.
La seconda versione del video è stata pubblicata l'11 giugno 2015 sul canale Vevo della cantante, ed è stata filmata a Tokyo da Malia James e Ryan Witt, nel maggio 2015.
Il video è composto da diverse scene in cui si vede Halsey assieme ad una ragazza mentre passano del tempo insieme, si scambiano baci ed effusioni, fino a quando la ragazza sparisce, lasciando Halsey ad aspettarla guardando dalla finestra. Halsey ha affermato di essere soddisfatta del risultato finale delle riprese.

## Tracce
Download digitale
1. Ghost – 2:33

Download digitale – remix 
1. Ghost (Lost Kings Remix) – 3:09